# Grube Gotthold

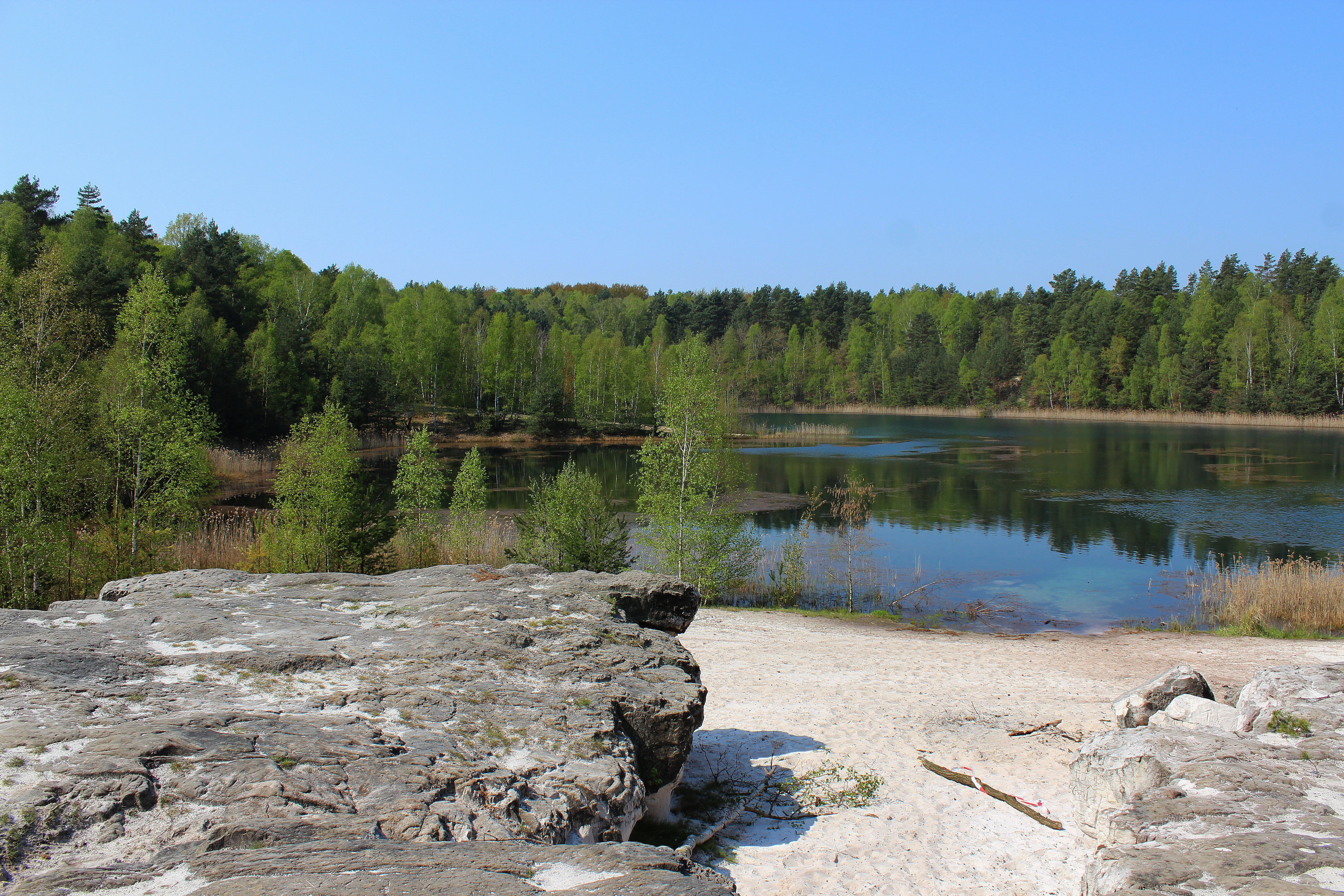
Grube „Gotthold“

Die Grube „Gotthold“ ist eine ehemalige Braunkohlen- und Kiesgrube im südbrandenburgischen Landkreis Elbe-Elster.

## Geschichte

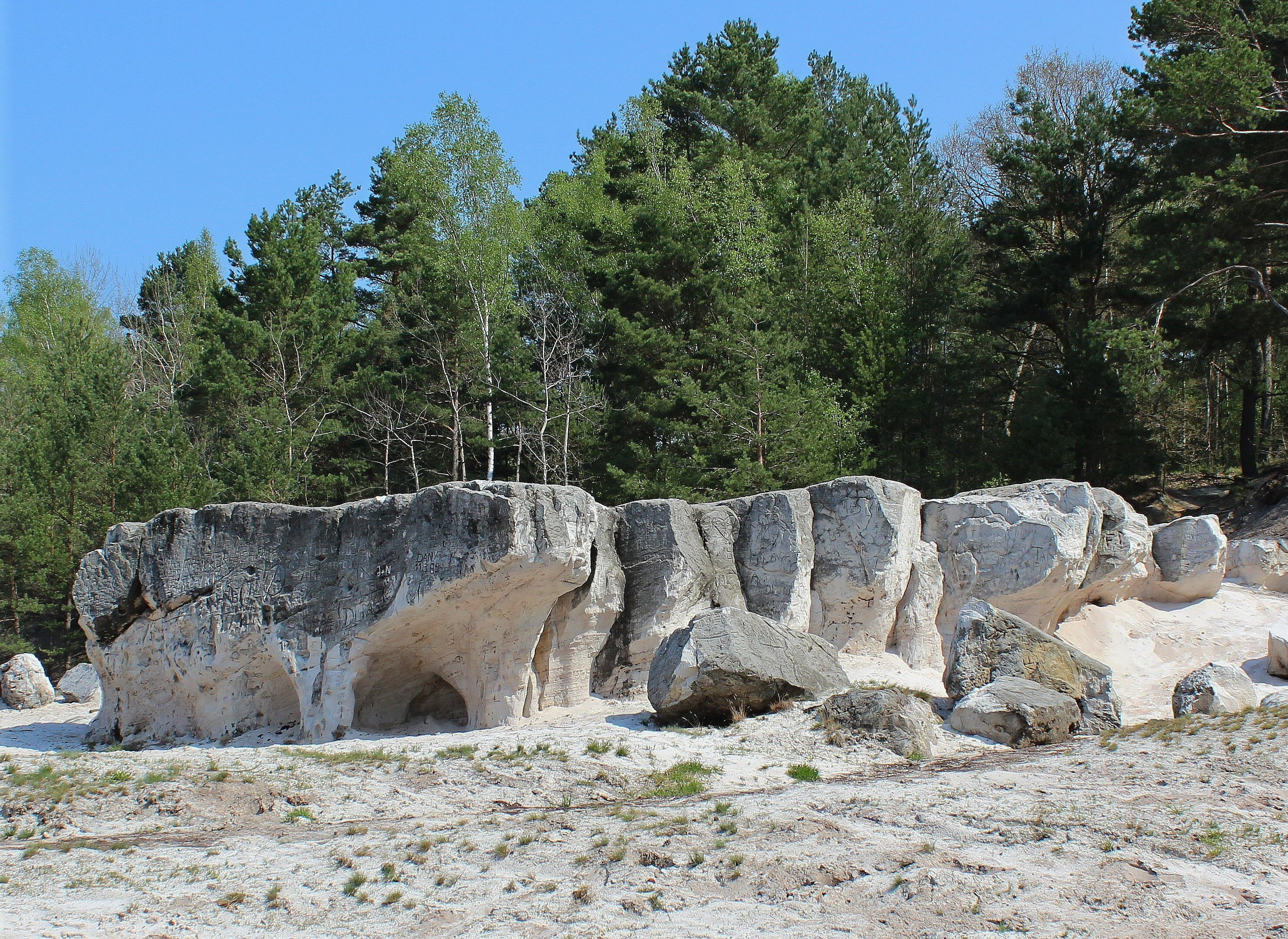
Vom Landesamt für Geowissenschaften und Rohstoffe Brandenburg als Geotop geschützt: Verkieselte Quarzsande.

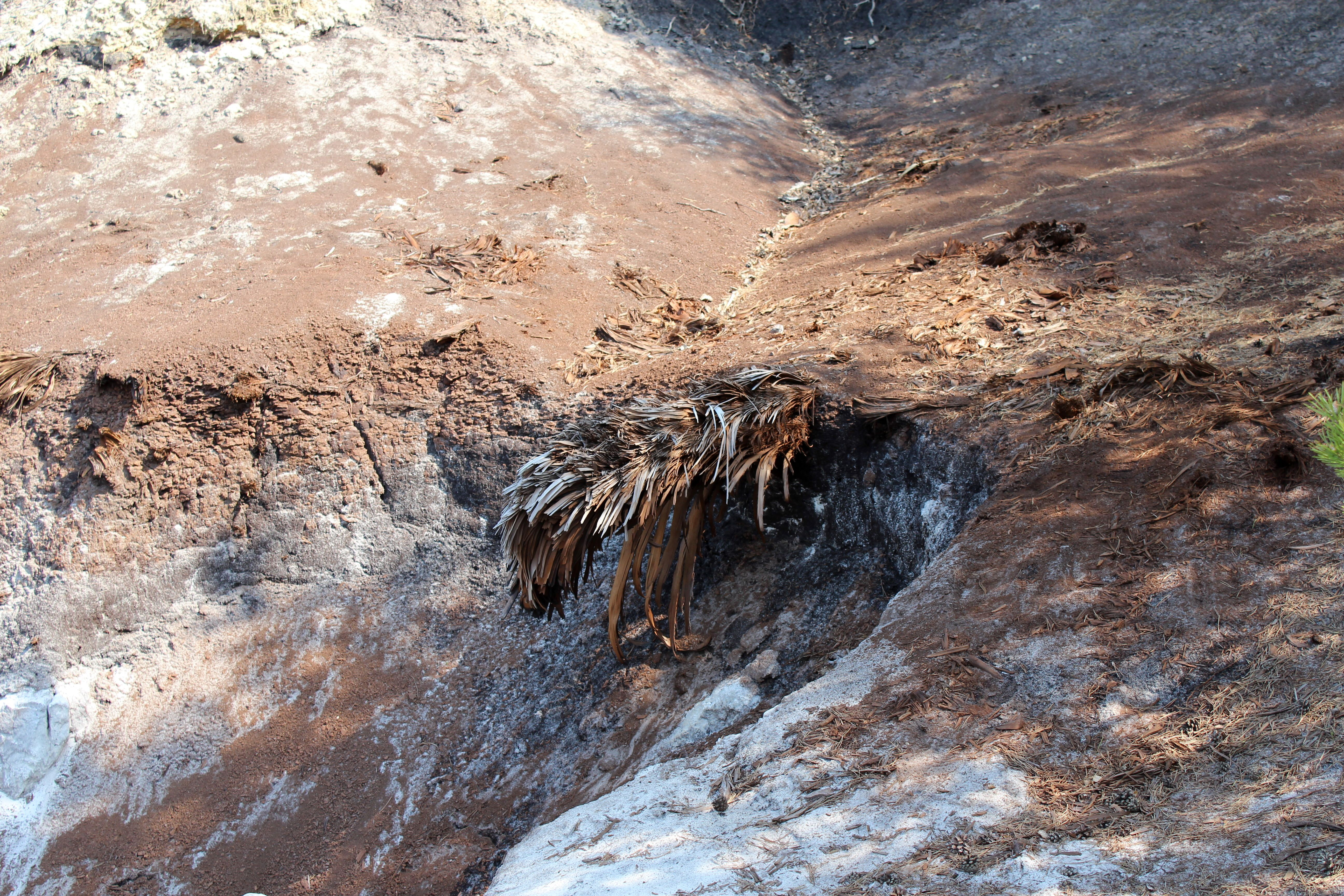
Braunkohleflöz

Etwa zwei Kilometer westlich der Ortslage von Hohenleipisch befindet sich die ehemalige Grube „Gotthold“. Das Lausitzer Unterflöz (2. Lausitzer Flözhorizont, Mittelmiozän) erreichte hier eine Mächtigkeit von 2,7 bis 4,0 Metern. Die Grube wurde am 22. März 1912 eröffnet und es wurde zunächst im Tiefbau Braunkohle gefördert. Eine schmalspurige Grubenbahn beförderte die Kohle zur Verladerampe der Oberlausitzer Kies- und Sandwerke (OKS) im etwa drei Kilometer entfernten Biehla. Eine Eintragung in das Handelsregister erfolgte am 17. Januar 1913 als Braunkohlengrube „Gotthold“. Erste Geschäftsführer des Unternehmens mit Sitz in Elsterwerda und einem Stammkapital von zunächst 39.000 Mark waren Paul Freitag und Franz Kotik. Bereits 1913 erreichte die Grube mit 20.860 Tonnen ihre größte Braunkohlen-Fördermenge. Ab 1914 gewann neben dem Tiefbau auch der Abbau im Tagebau immer mehr an Bedeutung. Außerdem förderte die Grube neben der Braunkohle auch Kristallquarzsand. Zum Einsatz kam hier von 1916 bis 1919 ein Dampflöffelbagger, welcher 1920 durch einen Eimerkettenbagger mit einer max. Förderleistung von 150 m³/h ersetzt wurde.
Die Förderung des Quarzsandes gewann immer mehr an Bedeutung und verdrängte die Kohle schließlich ganz. 1922 war von den 23 Beschäftigten der Grube nur noch ein Arbeiter mit der Kohleförderung beschäftigt. Im gleichen Jahr wurde die Schmalspurbahn, die durch ihre offensichtlichen Sicherheitsmängel immer wieder für Beschwerden sorgte, durch eine Luftseilbahn ersetzt. 
Nachdem im Zweiten Weltkrieg fast alle der in Grube beschäftigten jungen Männer eingezogen wurden, kam es zunächst zum Einsatz von französischen Kriegsgefangenen in der Grube. Ab 1943 arbeiteten hier 15 sowjetische Kriegsgefangene aus dem Lager Mühlberg, welche nach Feierabend noch auf den Hohenleipischer Erdbeerfeldern mit aushalfen. 1945 kam es zum Stillstand des Grubenbetriebes und da die Pumpstation nicht mehr arbeitete, füllte sich die Grube langsam mit Wasser.
Bei einem verheerenden Waldbrand in der Liebenwerdaer Heide 1947, bei dem neben einer riesigen Fläche des angrenzenden Waldes auch sämtliche Bauten der Grube „Gotthold“ sowie ihr Kohleflöz verbrannten, führte schließlich zum Ende des Grubenbetriebes.
Ab 1960 wurden große Teile des angrenzenden Waldgebietes der alten Liebenwerdaer Amtsheide als Truppenübungsplatz der NVA genutzt. Im Zuge des Ausbaus des Platzes wurde auch die Grube „Gotthold“ gesperrt. Hier sollte die Wasserausbildung für Pioniertruppen und Aufklärer stattfinden. Wegen der geologischen Eigenheiten der Grube wurden diese Pläne aber nie umgesetzt.
Das Gelände der einstigen Braunkohlengrube ist heute Bestandteil des ab 1990 eingerichteten Naturschutzgebietes „Forsthaus Prösa“.